# Fringe (televisieserie)
Fringe is een Amerikaanse televisieserie van FOX die sinds 9 september 2008 wordt uitgezonden. De reeks is bedacht door J.J. Abrams, Roberto Orci en Alex Kurtzman, die eerder al samenwerkten voor Alias, Mission: Impossible III en Star Trek.
FOX geloofde alvast in de kansen van het programma en investeerde zwaar in de pilotaflevering; een budget van tien miljoen dollar werd uitgetrokken voor de anderhalf uur durende aflevering.
In Nederland zendt SBS6 de serie uit vanaf 6 september 2009. In Vlaanderen zendt VIER de reeks uit.
In april 2012 maakte FOX bekend dat er een verkort vijfde, en laatste, seizoen zou komen van Fringe.

## Verhaal
De reeks draait rond FBI-agente Olivia Dunham, de verwarde maar geniale professor dr. Walter Bishop en zijn eveneens geniale zoon Peter. Zij worden belast met een aantal vreemde zaken die over de hele wereld gebeuren. Al die vreemde gebeurtenissen zijn blijkbaar op de een of andere manier aan elkaar gelinkt; er is duidelijk 'een patroon' te herkennen dat over alle zaken heen loopt. Het patroon kan tevens gelinkt worden aan Massive Dynamic, een firma die een aantal patenten houdt op een aantal nieuwe technologieën en enkele mysterieuze onderzoeken doet. Alle zaken draaien rond Fringe science, een tak van de wetenschap die zeer speculatief en omstreden is. Voorbeelden van deze tak van de wetenschap zijn levitatie, telepathie en onzichtbaarheid.

### Tweede seizoen
Rond het tweede seizoen onderzoekt het Fringe-team het alternatieve universum. Aan het einde van het seizoen ontdekt Peter Bishop dat hij uit dit alternatieve universum komt en wordt ontvoerd door zijn vader: Walternate. Olivia, Walter en een aantal van de Cortexiphan-kinderen steken over naar de andere kant om Peter terug te halen.

### Derde seizoen
Olivia Dunham heeft Peter Bishop overtuigd om terug te komen. Maar voordat ze terugkeren wordt Olivia Dunham verwisseld met haar tegenhanger van dit alternatieve universum. Hierdoor komt Fauxlivia in onze wereld te leven en Olivia in het parallelle universum. Peter Bishop maakt kennis met een oude machine, die dient als een brug tussen beide werelden. Aan het einde verdwijnt Peter uit de tijdlijn.

### Vierde seizoen
Dit vierde seizoen probeert Peter Bishop zijn weg terug te vinden naar zijn eigen wereld. Er is niemand die zich hem kan herinneren. Aan het einde beseft hij dat hij wel in de juiste wereld zit. Olivia herinnert zich een alternatieve tijdlijn die in haar tijd nooit heeft plaatsgevonden.

### Vijfde seizoen
Dit seizoen speelt zich af in het jaar 2036. De Observers hebben de wereld overgenomen en regeren over de huidige mensen. De wereld is verdeeld in loyalisten en het verzet. Peter, Walter en Olivia zijn uit de hars gehaald om Henrietta Dunham te helpen bij het terugveroveren van de wereld. Het seizoen staat in teken van verlies, wraak en het veranderen van de tijdlijn.

## Cast
- Anna Torv als Olivia Dunham
- Joshua Jackson als Peter Bishop
- John Noble als Dr. Walter Bishop
- Lance Reddick als Phillip Broyles
- Kirk Acevedo als Charlie Francis
- Mark Valley als John Scott
- Blair Brown als Nina Sharp
- Jasika Nicole als Astrid Farnsworth
- Jared Harris als David Robert Jones
- Chance Kelly als Mitchell Loeb
- Michael Cerveris als The Observer
- Seth Gabel als Lincoln Lee

## Afleveringen
Voor een volledige lijst van afleveringen: Lijst van afleveringen van Fringe